# 日の出町 (静岡市)
日の出町（ひのでちょう）は、静岡市清水区の地名。丁番を持たない単独町名である。住居表示は実施済み。

## 地理
北西で港町、南で清開、西で築地町に隣接する。
日の出埠頭の国道149号より東側が町域である。町内の多くは、港湾施設や海運事業所の倉庫が立地しており、主に紙パルプ、まぐろなど水産品、木製品が扱われている。埠頭は清水港と土肥港を結ぶフェリーや国内外の客船の発着所としても使用されている。

## 歴史

### 町名の由来
清水港に面し、日の出を望むところに位置することにちなんだ瑞祥町名として付けられたのではないかと推測されるが、定かではない。

### 沿革
- 1905年（明治38年）6月23日 - 清水受新田が清水町受新田から改称。
- 1924年（大正13年）2月11日 - 清水町が入江町、不二見村、三保村と合併して清水市が発足。
- 1934年（昭和9年）5月1日 - 清水受新田の一部より日ノ出町一丁目・日ノ出町二丁目が、分割され新設。
- 1976年（昭和51年）7月1日 - 日ノ出町一丁目・日ノ出町二丁目より日の出町が新設され、住居表示化。
- 2003年（平成15年）4月1日 - 清水市が静岡市と合併し、改めて静岡市が発足。日の出町は「清水日の出町」に改称。
- 2005年（平成17年）4月1日 - 静岡市が政令指定都市に移行し、旧町域は清水区となる。清水日の出町は「日の出町」に改称。

## 世帯数と人口
2021年（令和3年）9月30日現在の世帯数と人口は以下の通りである。
| 大字     | 世帯数 | 人口 |
| -------- | ------ | ---- |
| 日の出町 | 4世帯  | 8人  |

## 小・中学校の学区
市立小・中学校に通う場合、学区は以下の通りとなる。
| 番・番地等 | 小学校             | 中学校                 |
| ---------- | ------------------ | ---------------------- |
| 全域       | 静岡市立清水小学校 | 静岡市立清水第三中学校 |

## 交通

### 鉄道
- 町内に鉄道はない。

### バス
- しずてつジャストライン - 「日の出センター」停留所

### フェリー
- 駿河湾フェリー

### 道路
- 国道149号

## 施設
- 清水マリンターミナル
- 清水マリンビル
- 清水警察署水上交番
- 国土交通省中部地方整備局清水港湾事務所
- 清和海運 物流部日の出センター
- 清和海運日の出新2号倉庫
- 清水運送